# 9344 Klopstock
9344 Klopstock è un asteroide della fascia principale del diametro medio di circa 17,05 km. Scoperto nel 1991, presenta un'orbita caratterizzata da un semiasse maggiore pari a 2,3647857 UA e da un'eccentricità di 0,0871170, inclinata di 5,02574° rispetto all'eclittica.